# Les Trophées de la comédie musicale 2019
La 3e cérémonie des Trophées de la Comédie Musicale s'est déroulée le 17 juin 2019 à Paris au Théâtre Édouard VII et a récompensé les comédies musicales françaises, produites dans l'année.
Les nominations ont été annoncées en mai 2019.

## Palmarès
- Trophée de la comédie musicale
  - Chicago

- Trophée de la revue ou spectacle musical
  - La Grande Petite Mireille

- Trophée de la reprise de comédie musicale
  - Chance !

- Trophée de la comédie musicale jeune public
  - La Cigale sans la Fourmi (Ex aequo)
  - Jules Verne (Ex aequo)

- Trophée du public
  - Memphis Show
- Trophée de l’artiste interprète féminine
  - Sofia Essaïdi dans Chicago

- Trophée de l’artiste interprète masculin
  - Doryan Ben dans We Will Rock You

- Trophée de l’artiste interprète féminine dans un second rôle
  - Sandrine Seubille dans Chicago

- Trophée de l’artiste interprète masculin dans un second rôle
  - Pierre Samuel dans Chicago

- Trophée de l'artiste révélation féminine
  - Juliette Behar dans L’Homme de Schrödinger

- Trophée de l'artiste révélation masculine
  - Simon Froget-Legendre dans La Boule Rouge

- Trophée de la mise en scène de comédie musicale
  - Samuel Sené pour L’Homme de Schrödinger

- Trophée du livret de comédie musicale
  - Eric Chantelauze et Samuel Sené pour L’Homme de Schrödinger

- Trophée de la partition de comédie musicale
  - Eric Chantelauze et Raphaël Bancou pour L’Homme de Schrödinger (Ex aequo)
  - Gaétan Borg, Stéphane Laporte et Julien Goetz pour La Cigale sans la Fourmi (Ex aequo)

- Trophée de la chorégraphie de comédie musicale
  - Ann Reinking pour Chicago

- Trophée de la scénographie
  - Daniel Bianco pour Peau d’Âne

- Trophée de la création costumes de comédie musicale
  - Jean-Paul Gaultier pour Jean Paul Gaultier Fashion Freak Show